# Ангел Куртев
Ангел Куртев е български революционер, деец на Вътрешната македоно-одринска революционна организация.

## Биография
Куртев е роден в Охрид. Присъединява се към ВМОРО. По-късно дълги години е легален деец на македонската емиграция в България. Установява се във Видин, където работи като гимназиален учител и чиновник. Убит е на 1 юни 1933 година от привърженици на Иван Михайлов по време на братоубийствените борби във ВМРО между михайловисти и протогеровисти.